# Асеов, Жак
Жак Хаим Асеов (болг. Жак Хаим Асеов; 1896, Дупница — 1982, Нью-Йорк) — болгарский предприниматель еврейского происхождения, один из самых богатых болгар своего времени. Занимался преимущественно табачным промышленным бизнесом. Деловой и политический партнёр Александра Цанкова, финансист Народного социального движения.

## Развитие бизнеса и общественная активность
Получил экономическое образование в Вене. От отца — табачного промышленника Хаима Асеова — унаследовал сигаретную фабрику Фернандес. В 1926 году Асеов-младший получил статус эксклюзивного представителя германской табачной компании Reemtsma Cigarettenfabriken. Представлял в Болгарии также интересы General Motors.
К середине 1930-х Жак Асеов сделался ведущим промышленником Болгарии, одним из самых богатых людей в стране. В биографиях и характеристиках говорится о принадлежности Асеова к клубу Ротари.
Современные болгарские националисты утверждают, что Асеов предпринимал безуспешные попытки коррумпирования легендарного функционера болгарской тайной полиции Николы Гешева.

## Взгляды и политика
По идеологической принадлежности Жак Асеов являлся социал-демократом. Однако политически он сотрудничал с профашистским Народным социальным движением (НСД) Александра Цанкова. Субсидировал политическую активность НСД, финансировал партийную газету Слово. Являлся личным другом Цанкова и редактора «Слова», идеолога НСД Тодора Кожухарова.

Асеов был евреем, наследственным владельцем табачной фабрики, получившим право эксклюзивного представительства немецких табачников в Болгарии. И заодно — масоном и социал-демократом. С Цанковым сошёлся на общем тяготении к экономической демократии. И, конечно, Асеов ценил в Цанкове компетентность и pешительность. Фашистская прогитлеровская партия явилась наилучшим вложением капитала для еврейского социал-демократа.

## Затруднения и эмиграция
«Великая депрессия» подорвала бизнес Асеова, но окончательный удар был нанесён c политической стороны. 19 мая 1934 года в Болгарии произошёл государственный переворот. К власти пришла группа «Звено» во главе с Кимоном Георгиевым. Правительство Георгиева проводило националистическую и этатистскую политику. Усилились антисемитские тенденции, на табак была введена государственная монополия. В этих условиях Асеов предпочёл продать оставшиеся активы и переселиться в США, где впоследствии скончался.

## Память
Жак Асеов — почитаемая фигура в общинах болгарских евреев. Его именем, в частности, назван благотворительный дом для престарелых в израильском городе Ришон-ле-Цион.